# چاه واگذاری شماره یک
چاه واگذاری شماره یک یک منطقهٔ مسکونی در ایران است که در استان فارس واقع شده‌است. چاه واگذاری شماره یک ۲۵۶ نفر جمعیت دارد.